# Camponotus kurdistanicus
Camponotus kurdistanicus är en myrart som beskrevs av Carlo Emery 1898. Camponotus kurdistanicus ingår i släktet hästmyror, och familjen myror. Inga underarter finns listade.